# Штефан Фрай
Штефан Фрай (англ. і нім. Stefan Frei; нар. 20 квітня 1986, Альтштеттен, Санкт-Галлен) — швейцарський та американський футболіст, воротар клубу MLS «Сіетл Саундерз».

## Біографія

### Ранні роки
Фрай народився у швейцарському Альтштеттені і деякий час займався в академії «Санкт-Галлена». У 2001 році разом із сім'єю переїхав у США, до каліфорнійського Волнат-Кріка. Відвідував старшу школу Де Ла Саль у Конкорді, де грав за шкільну команду.
У 2005 році Фрай вступив до Каліфорнійського університету в Берклі, де під час чотирирічного навчання три роки виступав за студентську команду в NCAA. Під час перерв у заняттях він також грав за клуби з Premier Development League (четвертий дивізіон) — «Сан-Франциско Сілз» у 2006 році та «Сан-Хосе Фрогс» у 2007 та 2008 роках.

### «Торонто»
На Супердрафті MLS 2009 Фрай був обраний у першому раунді під загальним 13-м номером футбольним клубом «Торонто». Він відразу ж став основним воротарем клубу, дебютувавши в професійному футболі 21 березня в першій грі канадців у сезоні MLS 2009 року проти «Канзас-Сіті Візардс». У сезонах 2010 і 2011 років Штефан продовжував залишатися основним воротарем клубу.
У грудні 2011 року протягом тижня тренувався з англійським «Ліверпулем», але залишився у Канаді, де у березні 2012 року під час тренування отримав важку травму — перелом малогомілкової кістки лівої ноги в поєднанні з розривом зв'язок гомілковостопного суглоба, в результаті чого пропустив сезон 2012 року майже повністю. У стрій він повернувся до початку сезону 2013 року і розглядався в «Торонто» як основний воротар, проте в передсезонному матчі з «Коламбус Крю» у зіткненні з форвардом суперників Раяном Фінлі отримав перелом носа, що вимагав хірургічну операцію. В результаті Фрай був змушений пропустити старт сезону, і поступився конкуренцією за місце першого номера Джо Бендіку, який показав надійну гру в його відсутність. Весь сезон Фрай просидів на лавці запасних за спиною Бендика, за рік вийшовши на поле тільки тричі — два рази в матчах Першості Канади і один раз у матчі MLS.

### «Сіетл Саундерз»
10 грудня 2013 року Фрай був обміняний в «Сіетл Саундерз» на умовний пік першого раунду Супердрафту MLS 2015. У новому клубі він одразу став основним воротарем, відігравши в сезон MLS 2014 всі 34 матчі без замін. Штефан зробив значний внесок у чемпіонство «Сіетла» в сезоні 2016 - у шести матчах плей-оф Кубка MLS чотири рази він залишав власні ворота в недоторканності, в тому числі у фінальній грі проти своєї колишньої команди «Торонто», в якій «Саундерз» здолали суперника в серії післяматчевих пенальті 5:4, а в основний і додатковий час зробив сім сейвів і був визнаний найціннішим гравцем матчу за Кубок MLS.

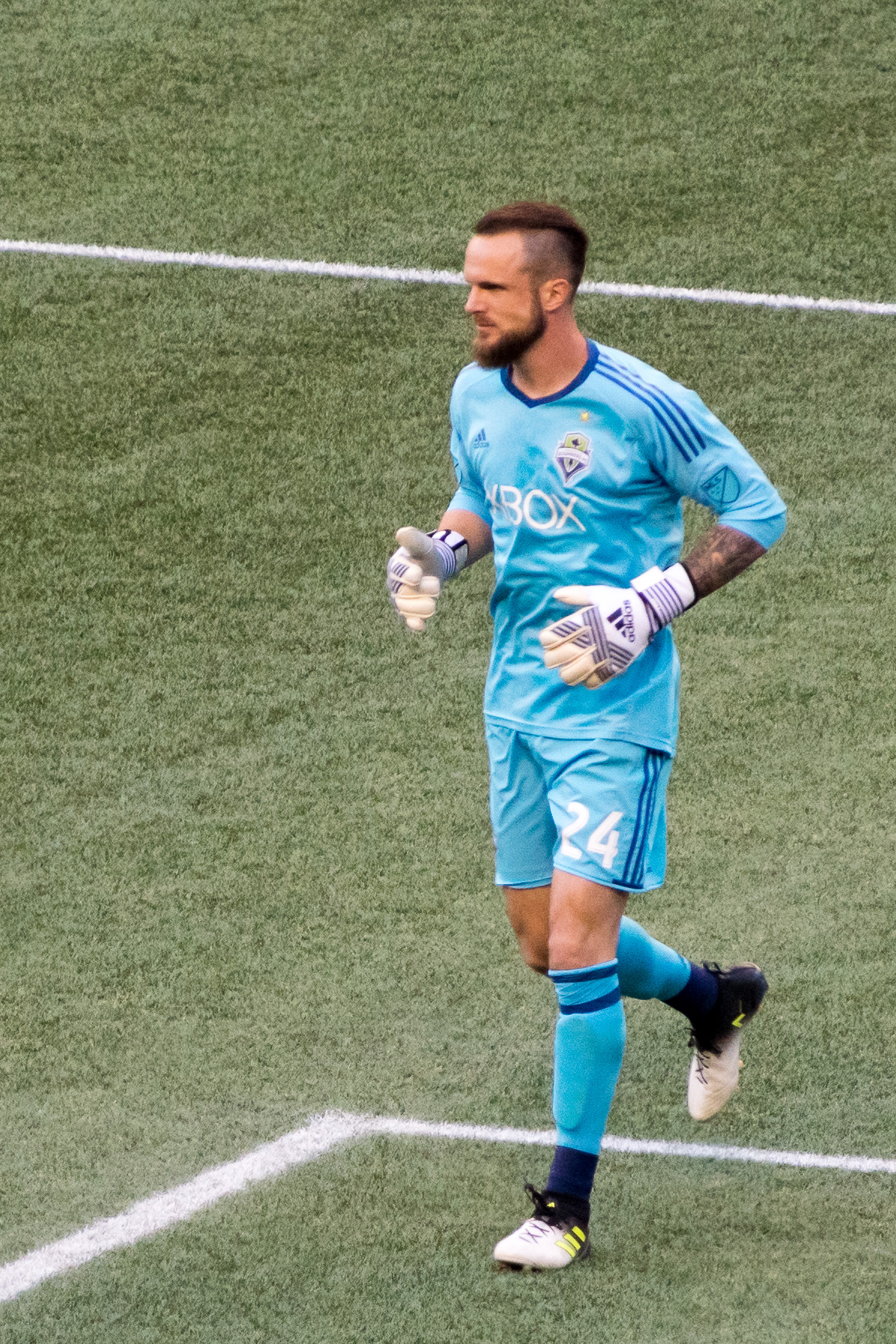
Штефан Фрай у 2017 році.

У 2017 році Фрай був обраний для участі в Матчі всіх зірок MLS. У грі збірної зірок MLS з мадридським «Реалом», що пройшла 2 серпня, він вийшов на другий тайм. За підсумками сезону 2017 року Штефан Фрай разом з Андре Блейком і Тімом Мілією потрапив до фінальної трійки номінантів на звання найкращого воротаря MLS. Брав участь у фіналі Кубка MLS сезону 2019, в якому «Сіетл» з рахунком 3:1 обіграв «Торонто» і вдруге став чемпіоном США.
12 травня 2021 року в матчі проти «Сан-Хосе Ертквейкс» Фрай отримав травму лівого коліна, в результаті якої у нього утворився тромб. У стартовий склад «Саундерз» він повернувся 11 вересня, зігравши в матчі проти «Міннесоти Юнайтед». В Лізі чемпіонів КОНКАКАФ 2022 року Фрай відіграв у всіх восьми матчах «Сіетла», не пропустивши голів у чотирьох з них, в тому числі в матчі-відповіді фіналу проти мексиканського «Пумаса», що завершився з рахунком 3:0, за що був названий кращим гравцем і кращим воротарем. Вигравши трофей, Фрай був включений в символічну збірну турніру.
5 грудня 2023 року Фрай підписав новий дворічний контракт з «Саундерз» до кінця сезону 2025 року.

### Міжнародна кар'єра
У 2000 році єдиний раз Фрай захищав ворота юнацької збірної Швейцарії до 15 років у матчі з однолітками із Шотландії.
У січні 2017 року Фрай був викликаний у тренувальний табір збірної США головним тренером Брюсом Ареною, хоча і не міг бути заграний за американців через відсутність громадянства. Табір він покинув передчасно через отримане розтягнення зв'язок гомілковостопного суглоба правої ноги. Громадянином США Фрай став у червні 2017 року, але за їх збірну так і не зіграв.

## Досягнення

### Командні
«Торонто»
- Переможець Першості Канади : 2009, 2010, 2011, 2012

 «Сіетл Саундерз»
- Чемпіон MLS: 2016, 2019
- Переможець регулярного чемпіонату MLS: 2014
- Володар Відкритого кубка США: 2014
- Переможець Ліги чемпіонів КОНКАКАФ: 2022

### Індивідуальні
- Найцінніший гравець матчу за Кубок MLS: 2016[35]
- Учасник Матчу всіх зірок MLS: 2017[36][37]
- Найкращий гравець Ліги чемпіонів КОНКАКАФ: 2022[38]
- Найкращий воротар Ліги чемпіонів КОНКАКАФ: 2022[38]
- У збірній турніру Ліги чемпіонів КОНКАКАФ: 2022[39]

## Особисте життя
Штефан Фрай доводиться троюрідним братом найкращому бомбардиру в історії збірної Швейцарії Александру Фраю.